# Stazione di Scanzano-Belfiore
La stazione di Scanzano-Belfiore è una fermata ferroviaria posta sulla linea Roma-Ancona. Serve i centri abitati di Scanzano, Belfiore, Vescia e San Giovanni Profiamma nel comune di Foligno.

## Storia
La fermata fu costruita nel 1913 per esigenze logistiche. A ridosso della ferrovia venne costruito uno stabilimento militare che lavorava e inscatolava prodotti principalmente a base di carne per il Regio Esercito. Denominato all'epoca Carnificio Militare di Scanzano, fu molto attivo negli anni 1935-1936 durante la Guerra d'Etiopia (inscatolava cibo da inviare ai soldati presenti nei territori dell'Africa Orientale Italiana ). Continuò la produzione di scatolame fino alla fine del secondo conflitto mondiale per poi essere convertito a magazzino militare e postale.